# Love Their Country
Love Their Country è il sesto album della cover band statunitense Me First and the Gimme Gimmes pubblicato per la Fat Wreck Chords nel 2006. Questo album è fatto di cover di canzoni country, western ed anni cinquanta di artisti come Johnny Cash e The Eagles.

## Tracce
1. Much Too Young (To Feel This Damn Old) - 2:02 - (Testo originale: Garth Brooks)
2. (Ghost) Riders in the Sky - 1:33 - (Testo originale: Johnny Cash/Gene Autry/altri) - (Musiche originali: The Offspring - Long Way Home) mp3
3. Desperado - 2:28 - (Testo originale: The Eagles)
4. On the Road Again - 2:13 - (Testo originale: Willie Nelson) - (Musiche originali: The Misfits - Astro Zombies)
5. Annie's Song - 1:42 - (Testo originale: John Denver)
6. Jolene - 1:47 - (Testo originale: Dolly Parton)
7. I'm So Lonesome I Could Cry - 2:00 - (Testo originale: Hank Williams)
8. Looking for Love - 1:48 - (Testo originale: Johnny Lee, tratta dal film Urban Cowboy)
9. Goodbye Earl - 2:25 - (Testo originale: the Dixie Chicks) mp3
10. East, Bound and Down - 1:47 - (Testo originale: Jerry Reed, tratta dal film Smokey & The Bandit) - (Musiche originali: The Damned - Love Song)
11. She Believes in Me - 2:11 - (Testo originale: Kenny Rogers)
12. Sunday Mornin' Comin' Down - 3:32 - (Testo originale: Johnny Cash/Kris Kristofferson) - (Musiche originali: The Clash - Police And Thieves)

## Formazione
- Spike Slawson - voce
- Joey Cape - chitarra
- Scott Shiflett - chitarra
- Fat Mike - basso, voce
- Dave Raun - batteria